# Ернест Ванжура
Ернест Ванжура (чеськ. Arnošt Vančura, нім. Ernst von Wanczura, також Wanzura de Rohnif; * близько 1750, Вамберг, нині Вамберк, Чехія,— † 1802, Санкт-Петербург) — чеський композитор і музикант, що жив і працював в Австрійській та Російській імперіях; автор першого симфонічного твору на українську тему.

## Біографія
Походив зі знатного богемського роду Ванчура, називав себе бароном, хоча письмових свідчень, що він дійсно мав цей титул, не знайдено. Служив у австрійській армії (дослужився до титулу лейтенанта). Близько 1778 видав багато танців, які зробилися відомими. Здобув певну популярність у Відні як композитор, піаніст, скрипаль. Потім працював у Шклові в оркестрі графа Семена Зорича.
1783 року переїхав до Санкт-Петербургу, де з 1786 року був одним з капельмейстерів придворної опери та придворним піаністом, а в камерних ансамблях грав також і на скрипці; партнерами Ванжури по ансамблевій грі були видатні солісти, що служили при російському імператорському дворі: Антон Фердинанд Тиц, Жан Батист Кардон та інші. Ванжура користувався покровительством Катерини Другої і директора імператорських театрів князя Миколи Юсупова.
Ернест Ванжура брав участь у розбудові Кам'яного театру, названого згодом Великим (нині — будинок Санкт-Петербурзької консерваторії). Крім того, Ванжура подавав і проекти про відкриття нових театрів у Москві, опонуючи антрепренерові Михайлу Медоксу, який мав привілей на театр у Москві й тому вважав за необхідне розвивати лише єдиний, вже створений Петровський театр. Закінчив службу 1797 року. В 1785–1794 роках видавав «Journal de musique pour le clavecin ou piano-forte dedié aux dames».
В 1787 році склав музику опери «Хоробрий і сміливий витязь Архідеїч», російське лібрето якої — на сюжети народних казок про Івана Царевича — було написане імператрицею Катериною Другою (разом з О. Храповицьким). Прем'єра опери відбулася 27 вересня (4 жовтня за новим стилем) 1787 року на сцені Кам'яного театру; пізніше опера ставилася також під назвою «Іван-царевич».

## Творчий спадок

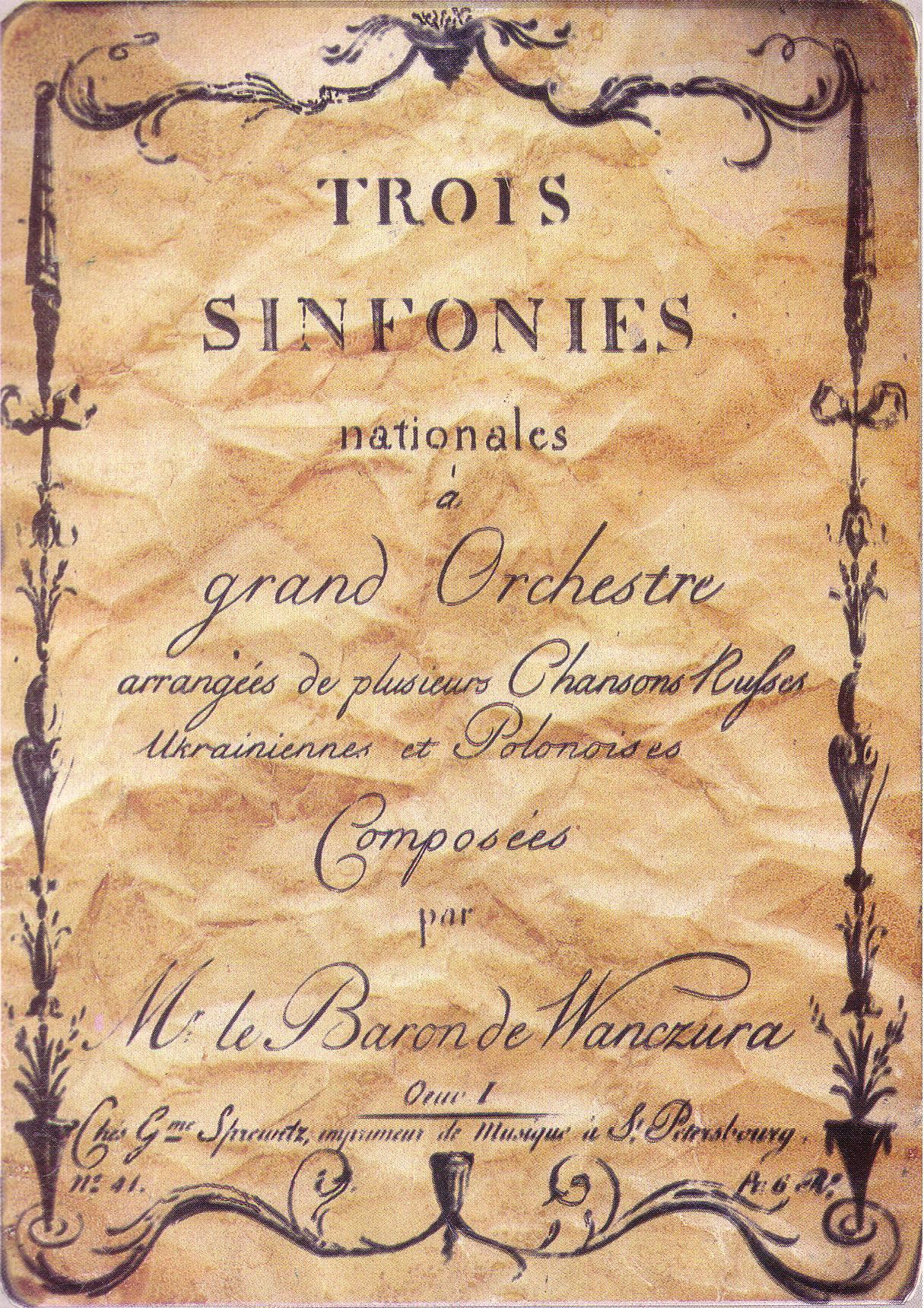
Обкладинка видання нот трьох симфоній Ванжури

Ванжура увійшов до історії музики як автор «Трьох національних симфоній для великого оркестру на теми різних пісень російських, українських та польських» (фр. Trois Sinfonies nationales a grand orchestre arrangées de plusieurs chansons russes, ukrainiennes et polonoises), виданих Санкт-Петербурзі 1798 року. Довгий час був відомий лише клавір Першої симфонії, опублікований автором у його часописі «Journal de misique…» 1790 року. На основі цього клавіру Михайло Вериківський 1957 року зробив редакцію та інструментовку; цей твір було виконано як симфонію невідомого автора. Але через чверть століття музикознавець Маргарита Пряшникова розшукала унікальне видання оркестрових голосів трьох симфоній (крім оркестровки, у Першій симфонії є ще й деякі мелодійні відмінності у порівнянні з журнальною публікацією клавіру; це вказує на те, що автор редагував свій твір). Ці голоси було зведено в партитуру й опубліковано М. П. Пряшниковою 1983 року в київському видавництві «Музична Україна»).
Перша симфонія, до мажор, має назву «Українська», Друга, мі-бемоль мажор,— «Російська», і Третя, сі-бемоль мажор,— «Польська». Назви не повністю відповідають використаному фольклорному матеріалу: так, в «Російській» симфонії можна почути мелодію української пісні «Серед гаю під горою» (побічна тема першої частини), а в «Українській» — російської «Во поле берёза стояла» (розробка в першій частині; щоправда, в ті часи цю пісню співали також і як українську зі словами «Ой, чоботи, чоботи ви мої»).
Ці симфонії вважаються одним з ранніх прикладів обробки народної музики в симфонічному жанрі і, можливо, є першими симфоніями, написаними на території Російської імперії. Першу частину першої симфонії Євстигній Фомін транспонував у ре мажор і використовував як увертюру до опери Михайла Соколовського «Мельник — чаклун, ошуканець і сват» у своїй редакції; тривалий час цю оперу приписували Фоміну.
Інтерес Ванжури до слов'янського фольклору відповідав просвітницьким настроям його доби: приблизно в той час народні пісні здобули широку популярність серед міських, навіть аристократичних кіл суспільства; народні мелодії широко використовувалися в операх та інших спектаклях, що ставилися при імператорському дворі, вони звучали також у світських салонах і в міських театрах. Тоді ж з'явилися друком перші збірки народних пісень, укладені Трутовським (чотири частини, 1776—1795) та Прачем (1790). Беручи до уваги, що Прач за походженням теж був чехом (а Трутовський українцем), музикознавці припускають, що не виключені й особисті контакти Ванжури з цими фольклористами. Це тим більше імовірно, що Ванжура був активним музичним діячем, постійно знаходився в центрі культурних подій.
1985 року в Києві відбулося перше виконання «Української» симфонії Ванжури Державним академічним симфонічним оркестром УРСР під керівництвом Юрія Никоненка. Всі три знайдені симфонії було записано на платівку 1986 року у виконанні Ансамблю солістів оркестру Київського державного академічного театра опери та балету імені Т. Г. Шевченка (тепер Національна опера України імені Тараса Шевченка), диригент Юрій Никоненко. «Російська симфонія» з цього циклу була в 1998 році записана британським оркестром старовинної музики «Fiori Musicali».
У фіналі Української симфонії (Rondo) звучать теми українських пісень «Вийшли в поле косарі» та «Ой, коли я Прудивуса любила».
Вважається, що загалом Ванжура написав шість симфоній, але ще три не розшукані. Ванжурі належать також квартети для клавесина, флейти, скрипки і віолончелі, струнні тріо, фортепіанні п'єси й інші твори.

## Виноски
1. 1 2  Operone
2. 1 2  Н. С. Ванжура, Эрнест // Энциклопедический словарь / под ред. К. К. Арсеньев, Ф. Ф. Петрушевский — СПб: Брокгауз — Ефрон, 1892. — Т. Vа. — С. 489–490.
3. ↑  Правильніше — Ванчура; зафіксовані також варіанти транскрибування Ванджура і навіть Ванчжура.
4. ↑  За іншими відомостями — 1801, Москва.
5. ↑  I. У. Маціеўскі. Беларуская мастацкая плынь у фармаванні еўрапейскага абрысу музычнай культуры Санкт-Пецярбурга [Архівовано 7 жовтня 2008 у Wayback Machine.] (біл.).
6. ↑  О. В. Бубнова. От Локателли — к Медоксу, от Медокса — к «дому Щепкина» [Архівовано 15 серпня 2009 у Wayback Machine.] // Портфель журнала «Наше наследие» (рос.).
7. ↑  James Manheim. Haydn: Nelson Mass; Wanczura: Symphony No. 2 The Russian [Архівовано 4 березня 2016 у Wayback Machine.] // All Music Guide (англ.).
8. ↑  А. Гозенпуд. Мельник — колдун, обманщик и сват — опера М. Соколовского [Архівовано 15 серпня 2009 у Wayback Machine.] (рос.).